# Transi

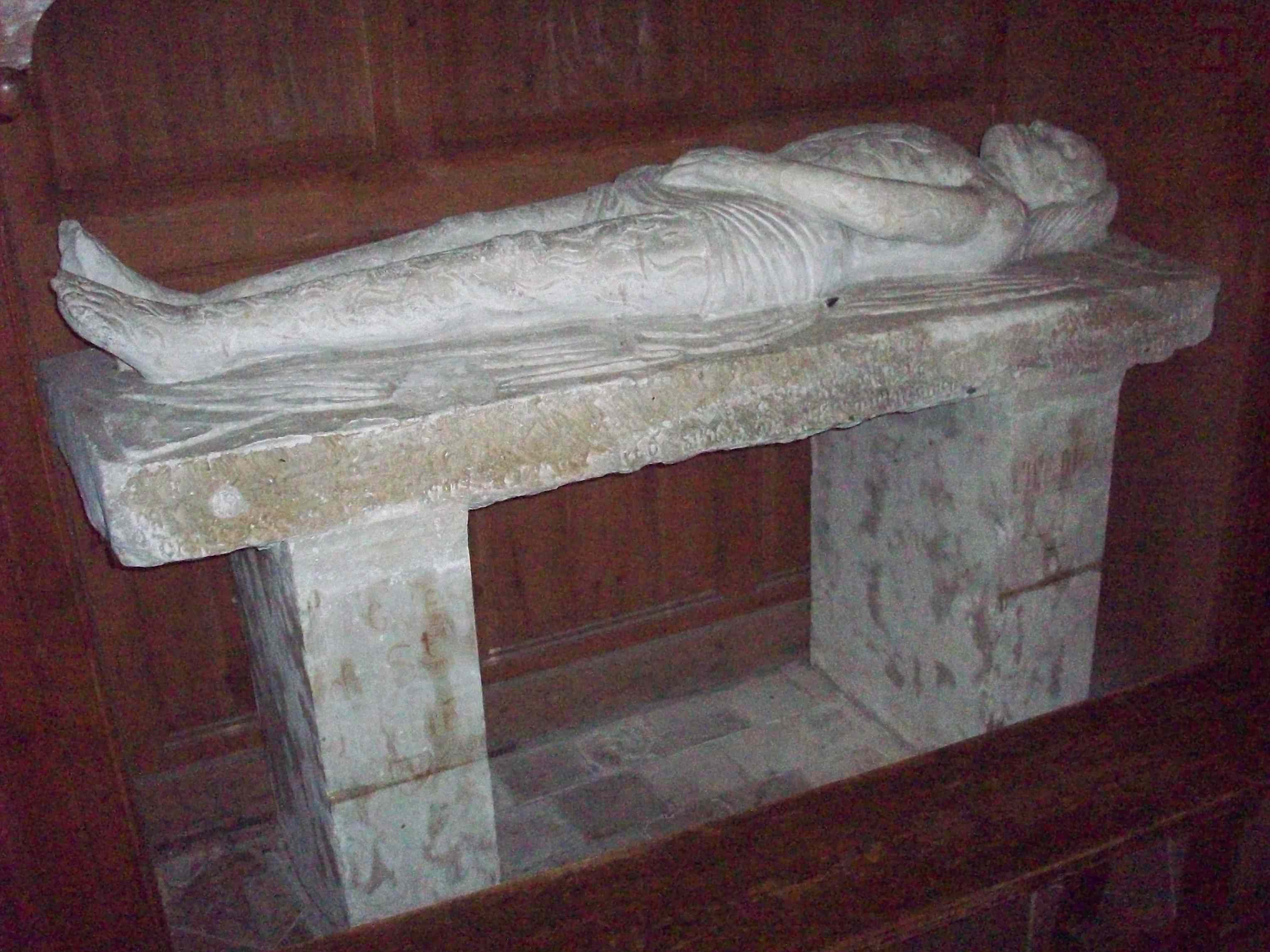
Mit Würmern bedeckter Transi. Kalksteinstatue des fünfzehnten Jahrhunderts in der Pfarrkirche Saint-Martial in Vascœuil über dem Grab von Hugues de Saint-Jovinien (verstorben 1187)

Der Transi [tʁɑ̃zi] (französisch) ist eine besondere Form der Grabplastik, meist auf Grabplatten über Sarkophagen oder Kenotaphen. Wie auch bei Grabmälern mit einer Liegefigur (Gisant) üblich, wird der Verstorbene auf dem Rücken liegend dargestellt. Unterhalb der (unversehrten und oft prachtvoll geschmückten) Liegefigur wird der nackte oder halbnackte Körper des Verstorbenen ein zweites Mal als Leichnam in allen möglichen Stadien der Verwesung repräsentiert.
Erwin Panofsky hat diese Form des Grabmals auch als „Doppeldecker-Grabmäler“ bezeichnet. Mit der Bezeichnung „Doppeldecker-Grabmal“ nimmt Panofsky auf die Studie „The King’s two Bodies“ des Historikers Ernst Kantorowicz Bezug und führt die Idee der zwei Körper des Königs in die Ikonologie der Grabplastik ein. Andrea Baresel-Brand hat die Genese, die Rezeption und die Problematik dieses Begriffs in ihrer Studie zu nordeuropäischen Fürstengrabmälern erörtert. Diese Darstellung des zweiten Körpers als verwesenden Leichnams mit makabren Details weist Parallelen zu den besonders im Spätmittelalter beliebten Darstellungen des Totentanzes auf.
Die ersten Grabmäler mit einem Transi entstanden gegen Ende des 14. Jahrhunderts und verbreiteten sich von Frankreich aus über große Teile Europas. Die Beliebtheit des Motivs hatte einen Höhepunkt im 15. und 16. Jahrhundert, hielt sich aber noch bis weit ins 17. Jahrhundert, besonders in Italien und Spanien.

## Entwicklung

### 14. Jahrhundert

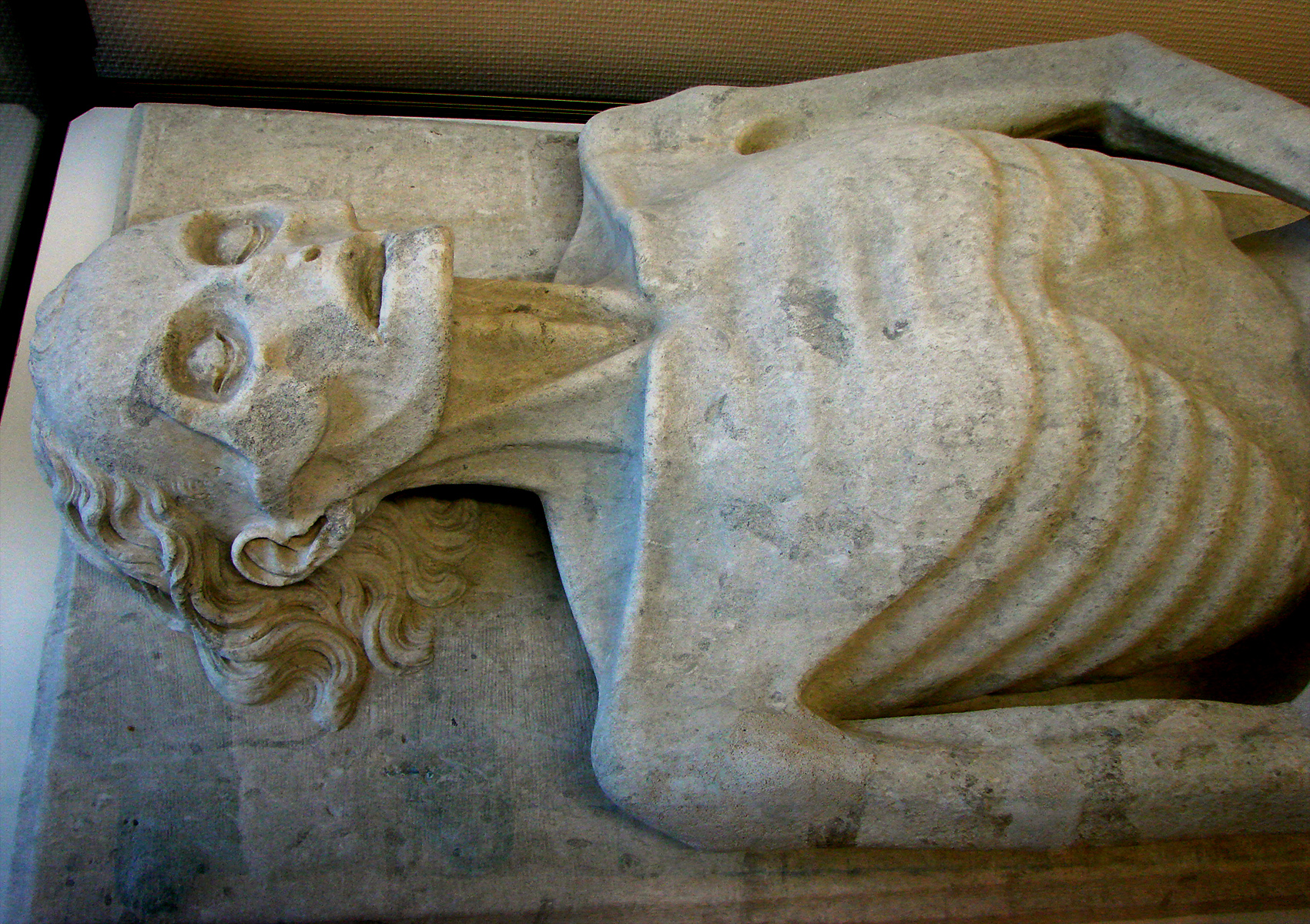
Transi des Guillaume de Harsigny im Museum von Laon

Der Kulturhistoriker Johan Huizinga führt die Entstehung des Transi ähnlich wie die etwa gleichzeitig aufkommenden Totentänze auf die moralische Krise zurück, die die Menschen in der Zeit des Schwarzen Todes und des Hundertjährigen Krieges erfasst hatte.
Das wahrscheinlich älteste erhaltene Grabmal mit einem Transi befindet sich in der Kapelle Saint-Antoine (oder Jaquemart, um 1390) in La Sarraz (Kanton Waadt, Schweiz). Hierbei handelt es sich um das Kenotaph des Stifters, des 1363 verstorbenen François I. de La Sarra, der die Kapelle dem Heiligen Antonius weihte, als Schutzpatron gegen die Pest. Anders als die umstehenden Standbilder von betenden Damen und Rittern ist der mit gekreuzten Armen daliegende Verstorbene nackt dargestellt. Gesicht und Genitalien werden von jeweils vier Kröten bedeckt, der restliche Körper von Schlangen, Symboltieren der Sünde und Wollust.
Ein weiteres frühes Beispiel ist das Grab des berühmten Arztes Guillaume de Harsigny († 1393) in Laon (Picardie). Der zahnlose, skelettartig abgemagerte Greis wird wie zum Zeitpunkt seines Todes dargestellt, und nicht im Alter von dreiunddreißig Jahren, wie man es sonst, mit Hinblick auf die erhoffte Auferstehung im selben Alter wie Jesus, zu tun pflegte. Er faltet seine Hände nicht mehr zum Gebet, sondern versucht nur noch mit ihnen sein vertrocknetes Geschlecht zu verbergen.

### 15. Jahrhundert
Nachdem sich der Kardinal Jean de La Grange († 1402) in der Kirche Saint-Martial in Avignon ebenfalls mit einem dürren, unverhüllten Leichnam unterhalb seiner Grabplatte hatte darstellen lassen, wurde diese Art der Grabplastik besonders unter hohen geistlichen Würdenträgern sowie bei Angehörigen des französischen Hochadels beliebt. Eine Inschrift ermahnt den Betrachter, nicht für den Toten zu beten, sondern stattdessen Demut zu zeigen, denn: „Bald wirst du sein, wie ich, ein scheußlicher Leichnam, Fraß der Würmer. Nun, Elender, welchen Grund gibt es für den Stolz?“ Eine Untersuchung durch Kathleen Cohen, über die Lebensumstände von fünf französischen Geistlichen, die ein Grabmal mit einem Transi in Auftrag gegeben hatten, ergab, dass die Auftraggeber zu Lebzeiten auf große Erfolge zurückblicken konnten.

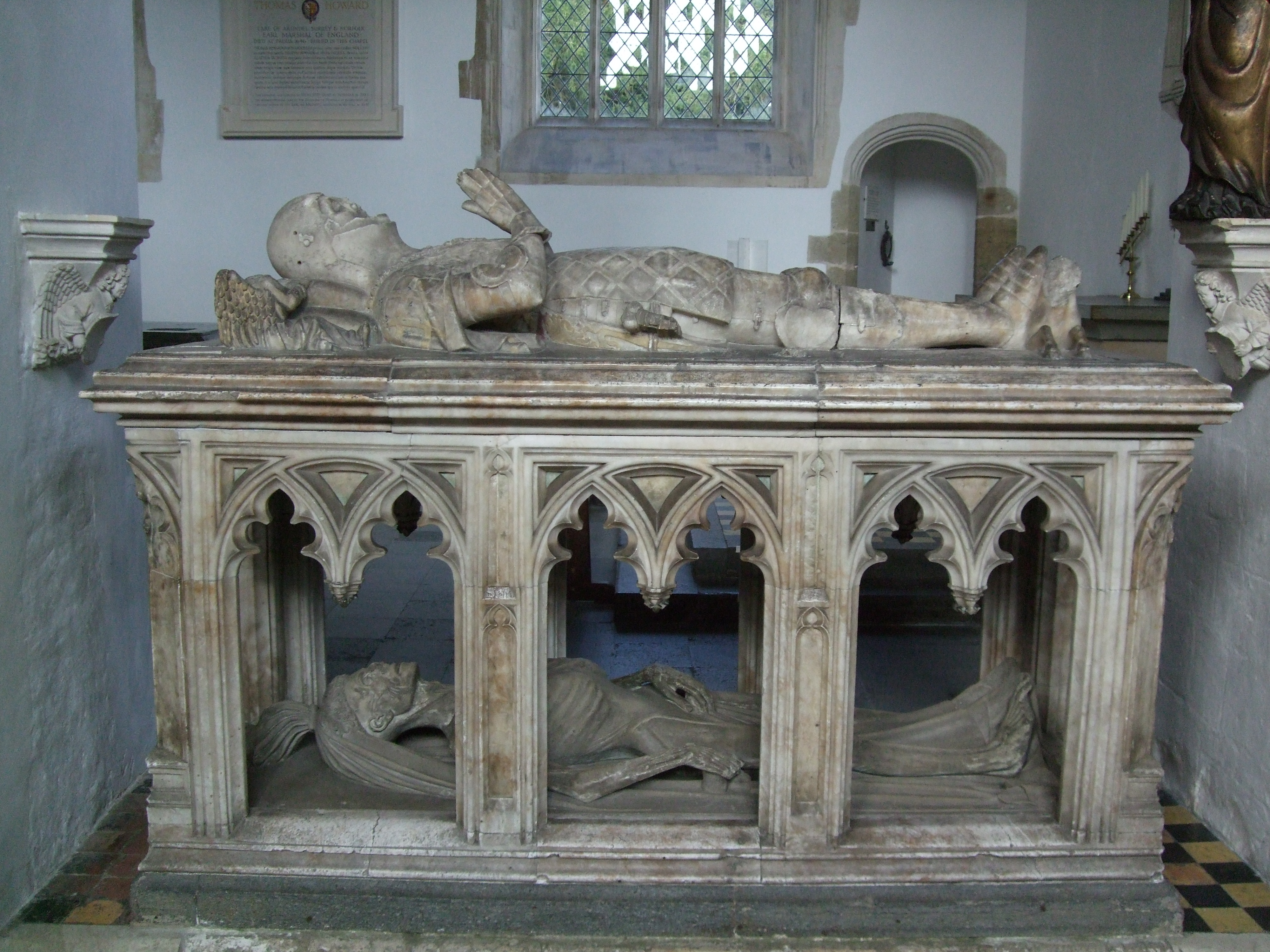
Frei stehendes Grabmal des John FitzAlan; Arundel Castle, West Sussex

Nicht nur Mitglieder des Klerus, sondern auch wohlhabende Bürger „schmückten“ ihre Grabsteine mit einem schlichten Relief der eigenen, skelettierten Leiche. Ein Beispiel ist der Grabstein des  Buchhändlers und Alchemisten Nicolas Flamel († 1418) in Paris, der sich heute im Musée de Cluny befindet. In Frankreich findet sich weiter der bekannte Transi des Arztes und Kanonikers Guillaume Lefranchois (nach 1446) aus Béthune (heute im Museum der Schönen Künste in Arras, Pas-de-Calais). Schon zu Beginn des 15. Jahrhunderts verbreiteten sich Grabmäler mit einem Transi auch in England.
In den von Erwin Panofsky als „Doppeldeckern“ bezeichneten Grabmalen wurden Gisant und Transi miteinander verbunden: auf einer oberen, steinernen Bahre wird der Verstorbenen wie zu Lebzeiten gezeigt, entweder liegend, oder kniend beim Gebet, darunter noch einmal, als ausgestreckte Leiche, mit oder ohne Leichentuch, manchmal schon bedeckt mit Würmern und anderen aasfressenden Tieren. Ein Beispiel hierfür ist das Grabmal des John FitzAlan, 14. Earl of Arundel († 1435).
In Deutschland wurde der Typus des Doppeldecker-Grabes mit Transi mit dem um 1455/62 entstandenen Grabmal des Trierer Erzbischofs Jakob von Sierck in der Trierer Liebfrauenkirche eingeführt. Heute ist nur noch die obere Platte mit der Figur des Erzbischofs in Amtstracht erhalten geblieben. Vollständig untergegangen ist das zweiteilige Grab des Pfälzer Kurfürsten Friedrich des Siegreichen († 1476) von etwa 1467, das sich ehemals in dem um 1805 abgerissenen Franziskanerkloster in Heidelberg befunden hatte.
Masaccios Fresco Dreifaltigkeit in Santa Maria Novella (1425–1427) zeigt einen Sarkophag mit einem anatomisch korrekt dargestellten Skelett in illusionistischer Grisailletechnik; es handelt sich jedoch hierbei streng genommen nicht um ein Transi oder Doppeldeckergrabmal.

### 16. Jahrhundert
In den Kreisen des Hochadels entwickelten sich aus dem „Doppeldecker“-Grabmal schließlich sogar „doppelte Doppeldecker“ für Ehepaare. So wurden in der Kathedrale von Saint-Denis, der Grablege der Könige von Frankreich außerhalb von Paris, aufwendige Renaissance-Monumente für Ludwig XII. († 1515) und seine Frau Anne de Bretagne († 1514) errichtet, sowie für seinen Nachfolger Franz I. († 1547) und dessen Frau Claude de France († 1524). Auf diesen wurden die Monarchen oben in kniender Haltung betend abgebildet, unten als Leichname, wenn auch noch unberührt von Verwesung.
In mancherlei Weise ungewöhnlich ist der Transi des René de Chalons († 1544) von Ligier Richier, in der Kirche Saint-Étienne in Bar-le-Duc, Lothringen. Anstatt auf seiner Grabplatte zu liegen, steht der verwesende Leichnam hier aufrecht auf einem kleinen Podest und hält sein eigenes Herz in der Hand, das er mit einer expressiven Geste gegen den Himmel reckt. Sonst werden ähnliche Darstellungen von aufrecht stehenden Skeletten, wie z. B. an einem Kirchenpfeiler in Albinhac, eher als eine Allegorie oder Personifizierung des Todes selbst gedeutet, und nicht als das „Portrait“ eines Verstorbenen. Wohl gerade deshalb wurde der Transi des René de Chalons aber so bekannt, dass der Bildhauer und Tiermaler Edouard Ponsinet (genannt Pompon) noch 1922 eine Kopie für das Grabmal des Dichters Henry Bataille in Moux (Aude) anfertigte.
Grabmäler im spätgotischen Stil findet man noch im sechzehnten Jahrhundert, wie man z. B. an einem Transi in der Kirche Saint-Gervais et Saint-Protais (um 1526) in Gisors (Haute-Normandie) sehen kann. Ebenso ließ John Wakeman († 1549), der letzte Abt von Tewkesbury (Gloucestershire), sein Kenotaph noch mit Maßwerk im spätgotischen Perpendicular Style verzieren. Der Transi des Johann III. von Trazegnies und seiner Frau Isabel von Werchin (1550) in der Kirche Saint-Martin in Trazegnies (Hennegau, Belgien) ist noch ganz in der herkömmlichen Weise gestaltet: oben auf der Grabplatte, die von wappenbehängten Säulen getragen wird, liegt das Ehepaar, darunter eine Platte mit der Darstellung eines einzigen Skeletts. Dieses wird von Spruchbändern mit Frakturschrift umwunden. Hier kann man lesen: Mors omnia solvit. Nascentes morimur, Mors ultima linea rerum. Ortus cuncta suos repetunt matremque requirunt, Et redit ad nihilum quod fuit ante nihil. Der etwa zur selben Zeit von Jacques Du Brœucq für den Herren von Boussu gestaltete Transi hingegen wirkt schon geradezu manieristisch.

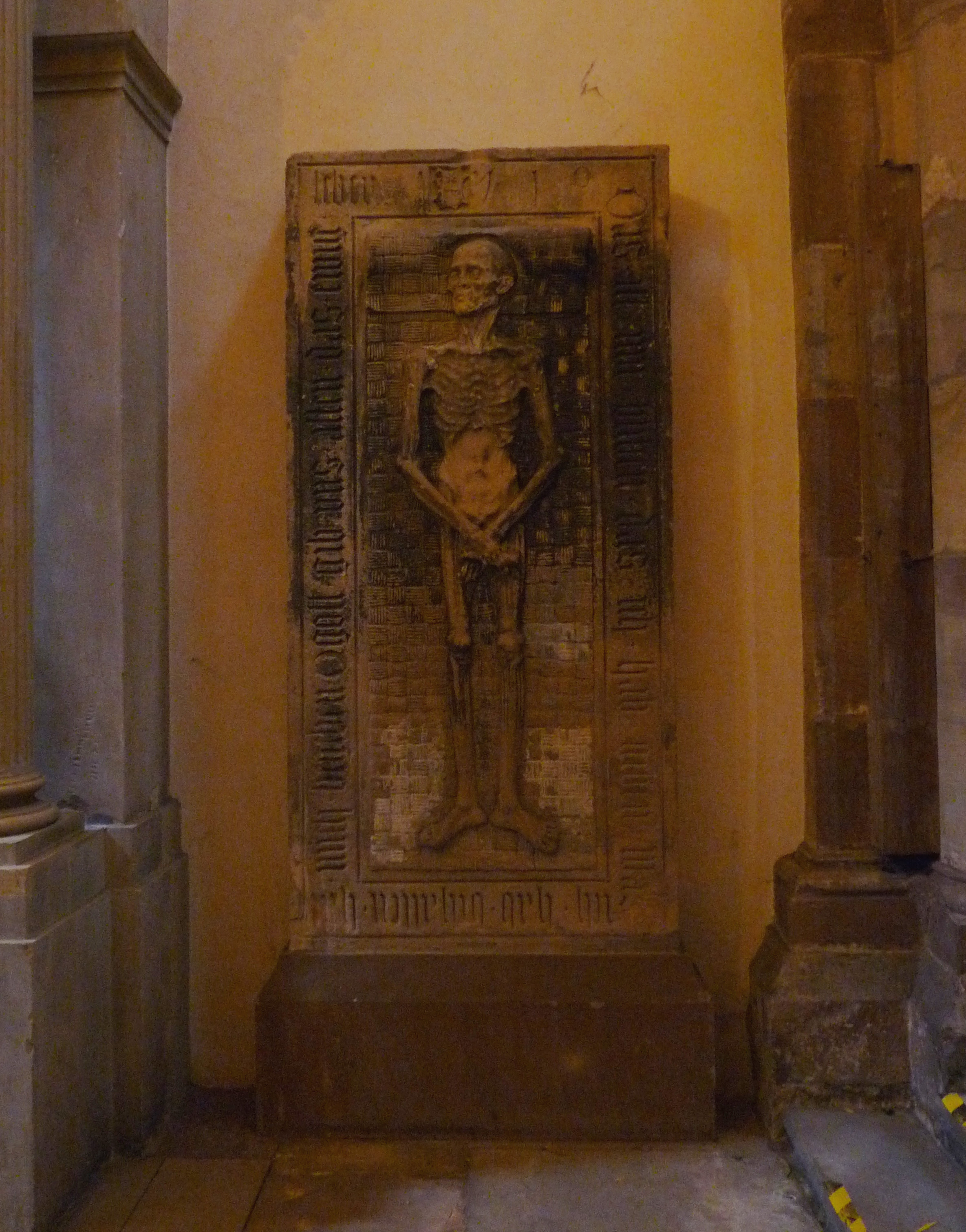
Transi des Nicolas Roeder, Straßburg Elsass, 1510.
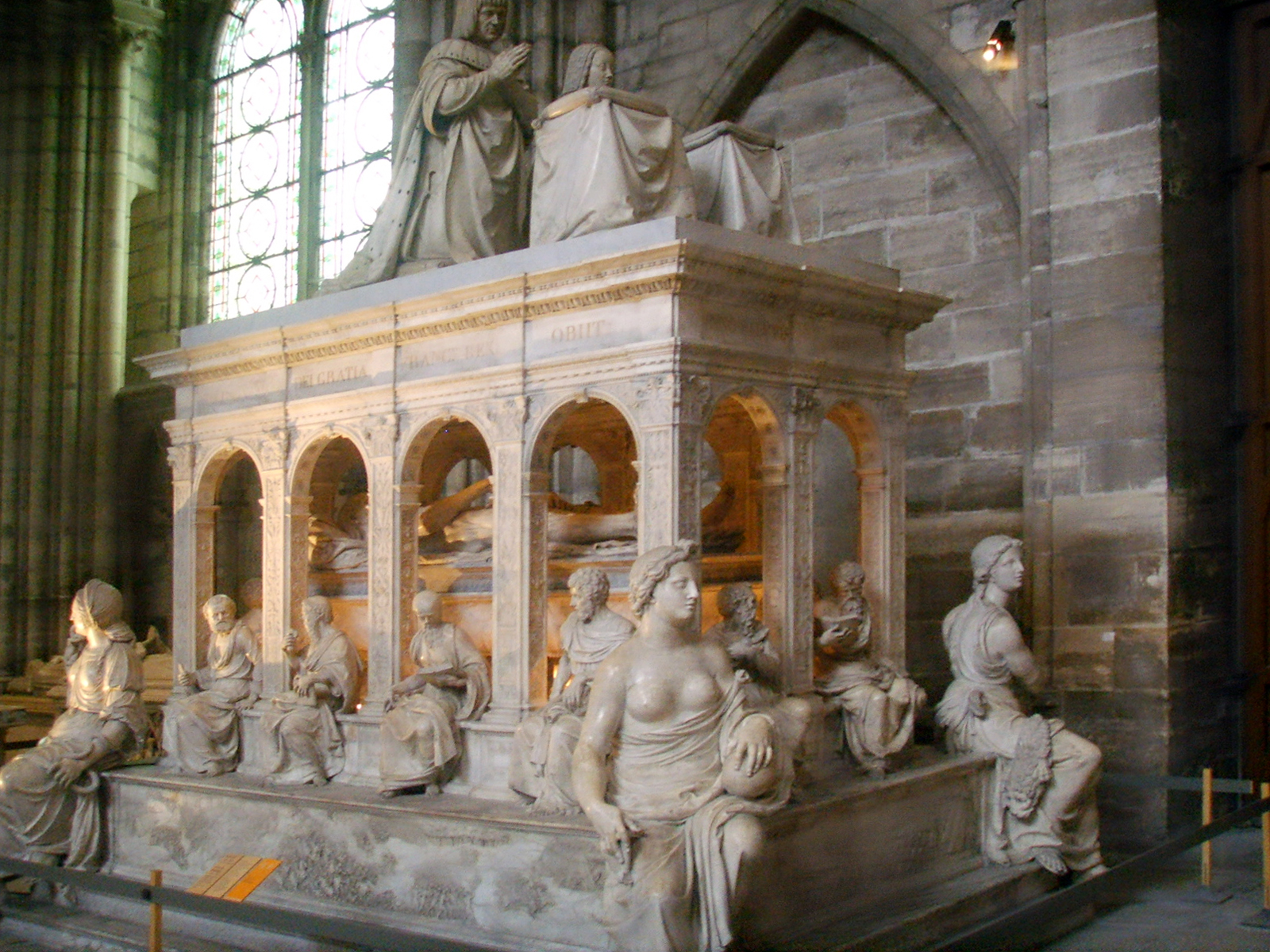
Grabmal Ludwigs XII. und Anne von Bretagne.
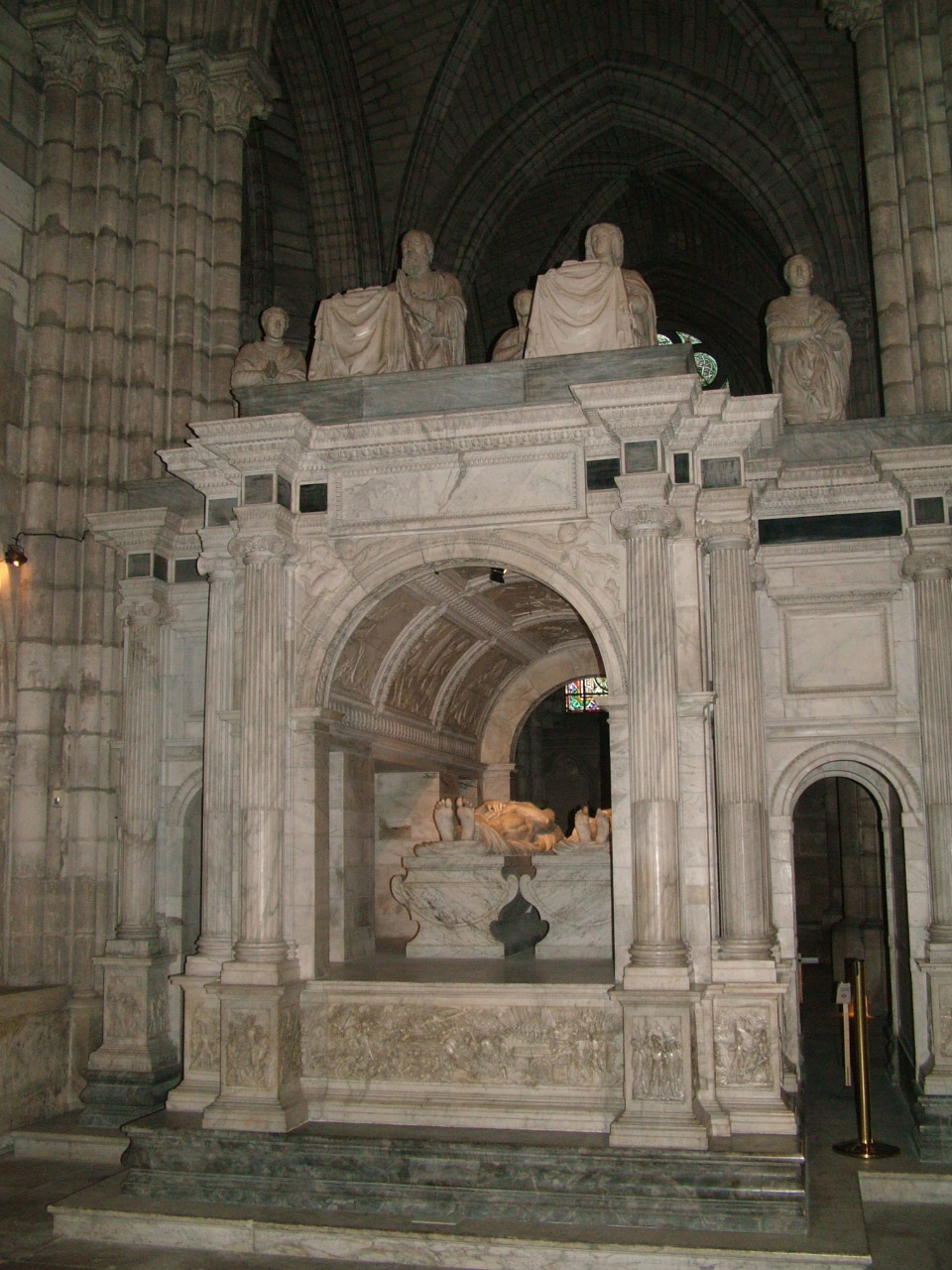
Grabmal Franz I. und Königin Claude.
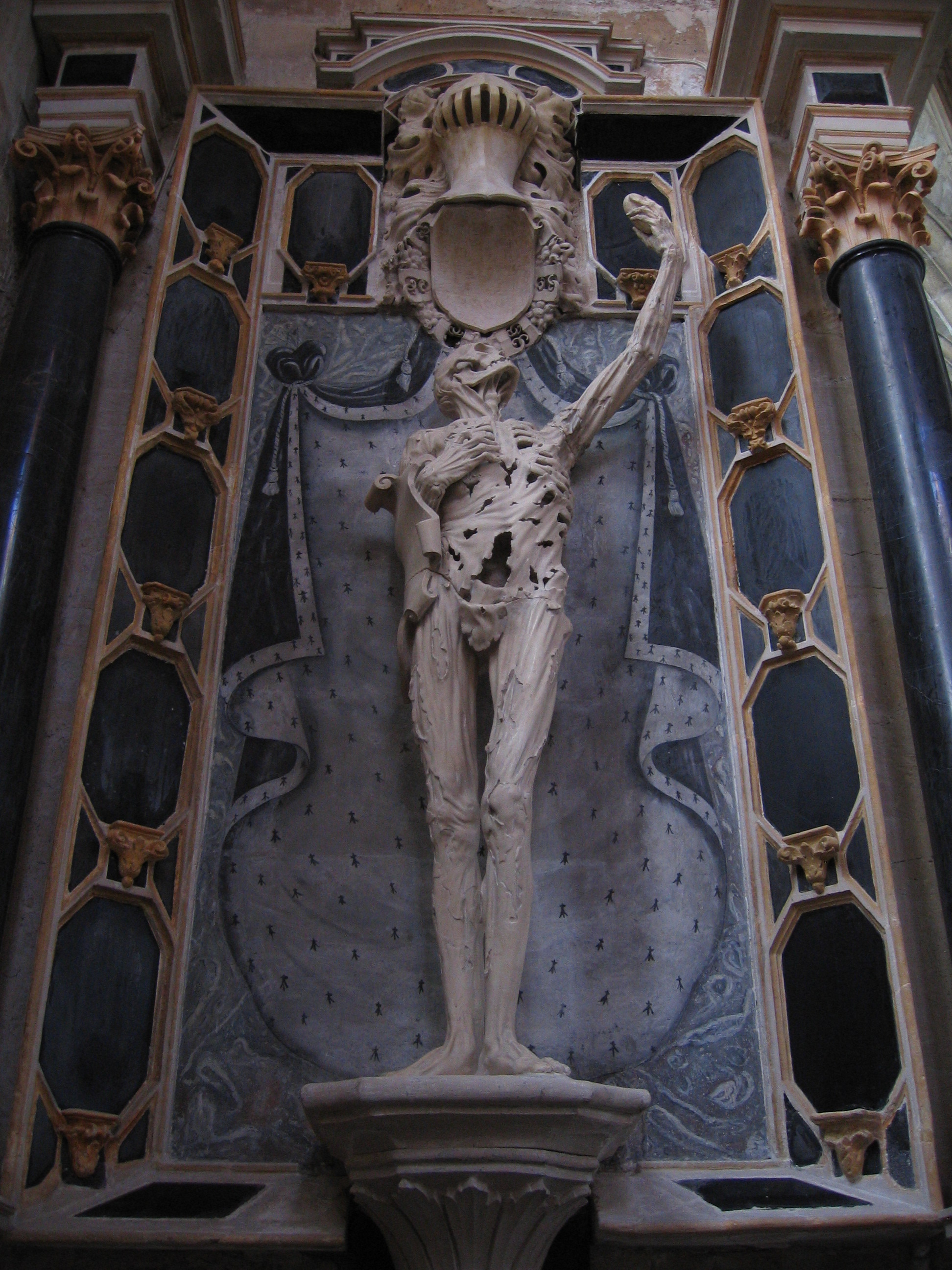
Transi des René de Chalon
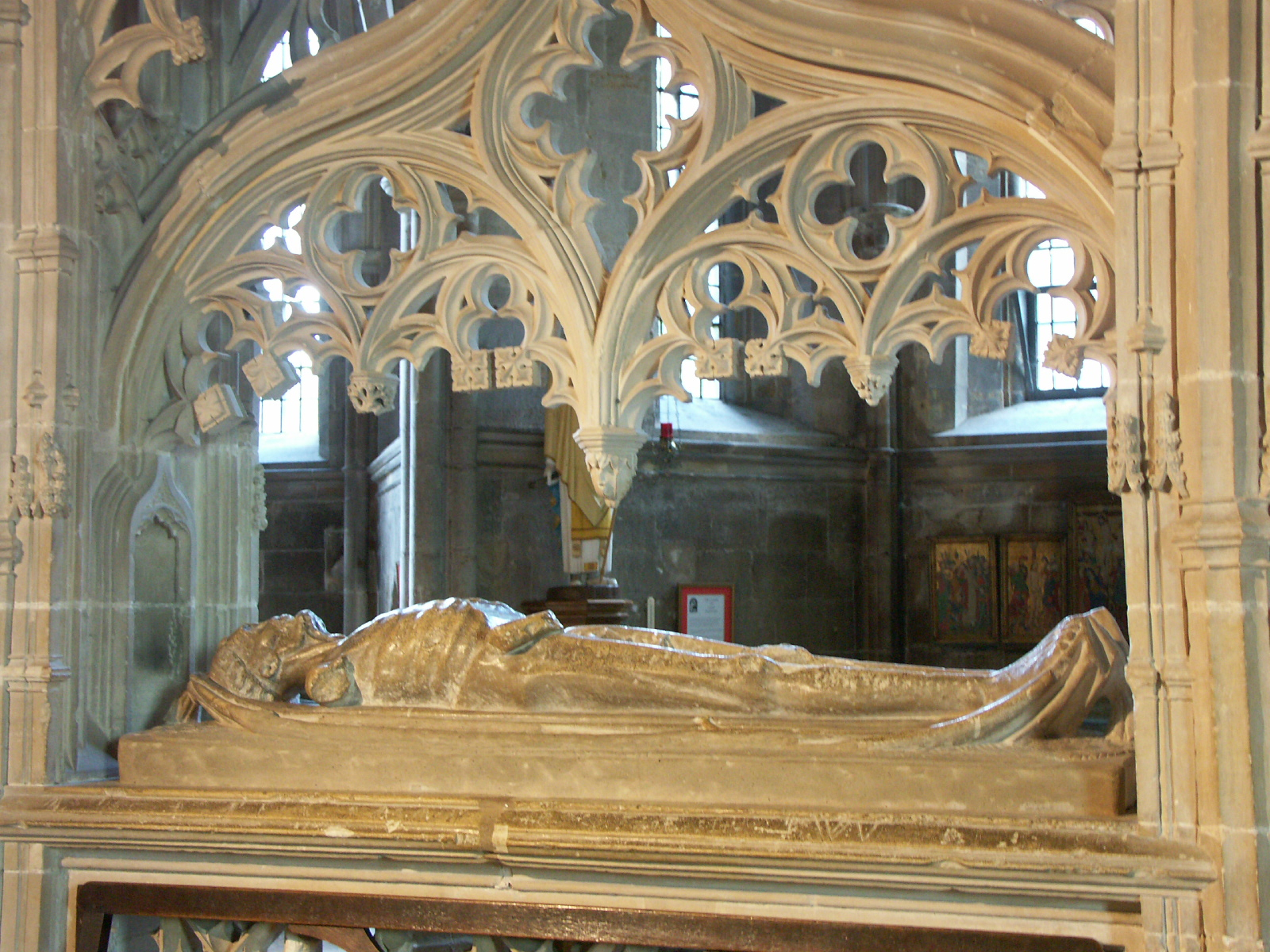
Transi von John Wakeman, Abtei Tewkesbury.
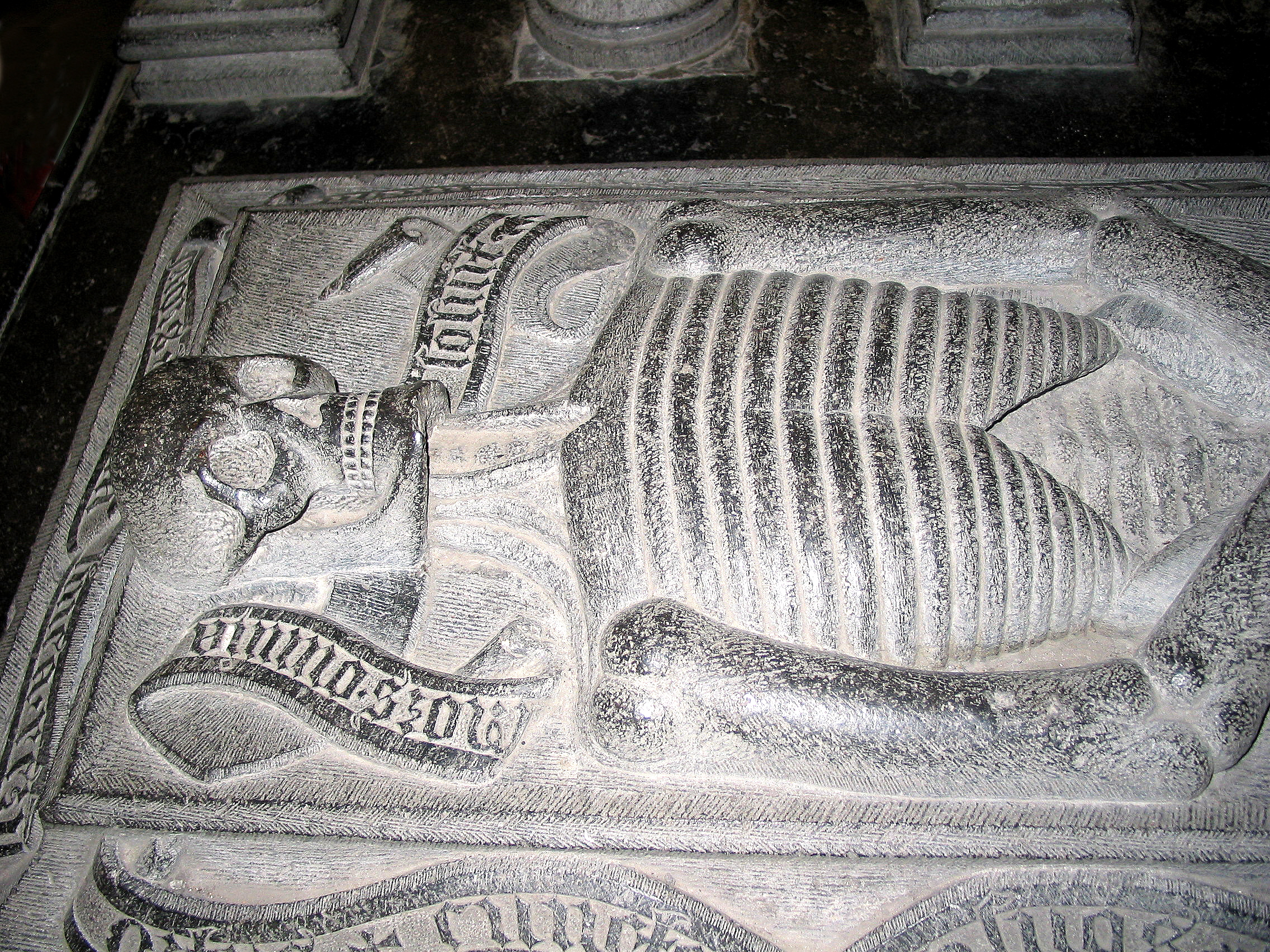
Der Transi unterhalb der Gisants von Johann III. von Trazegnies und seiner Frau.
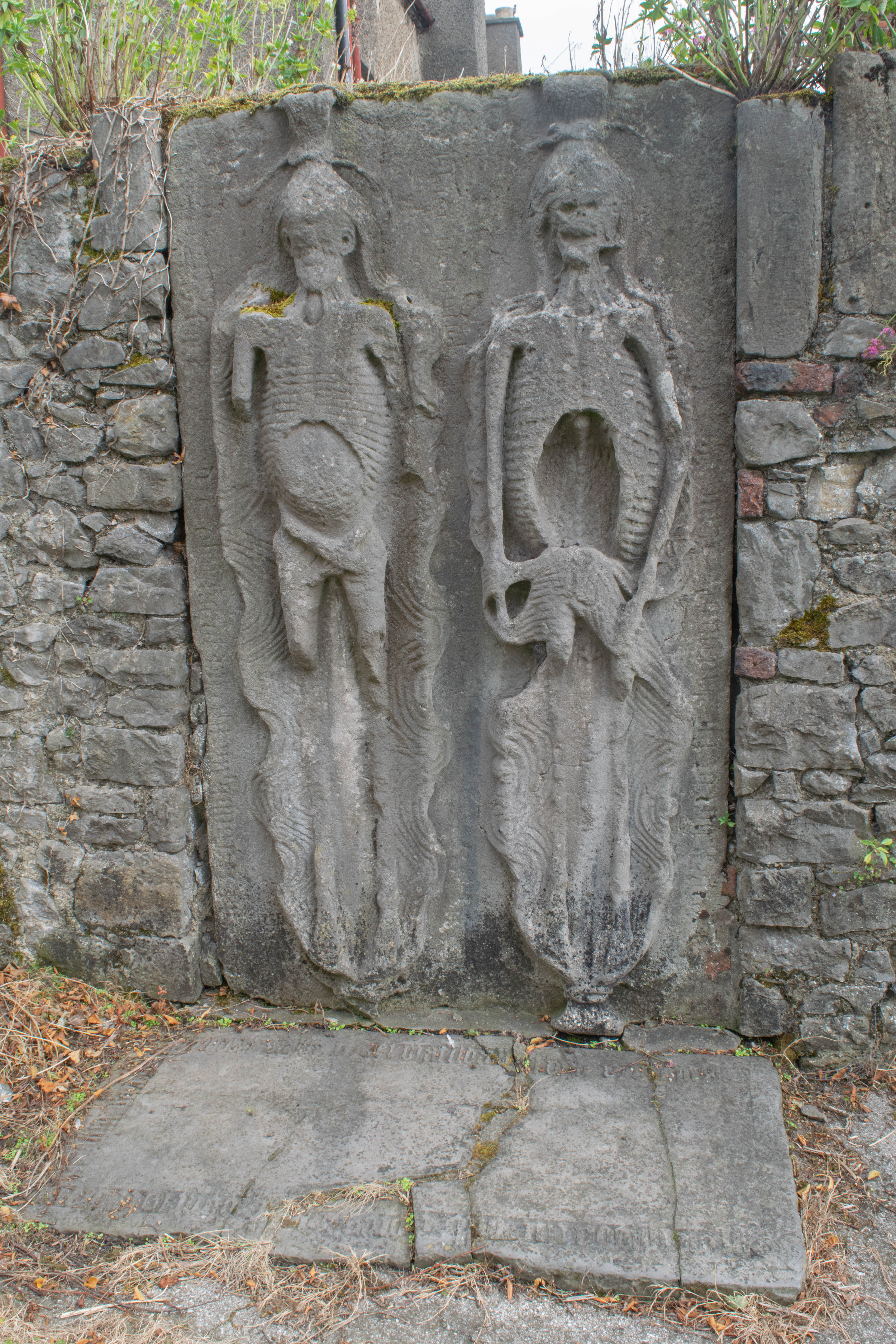
Grabmal von Sir Edmond Goldyng und seiner Frau Elizabeth Fleming Drogheda, Irland
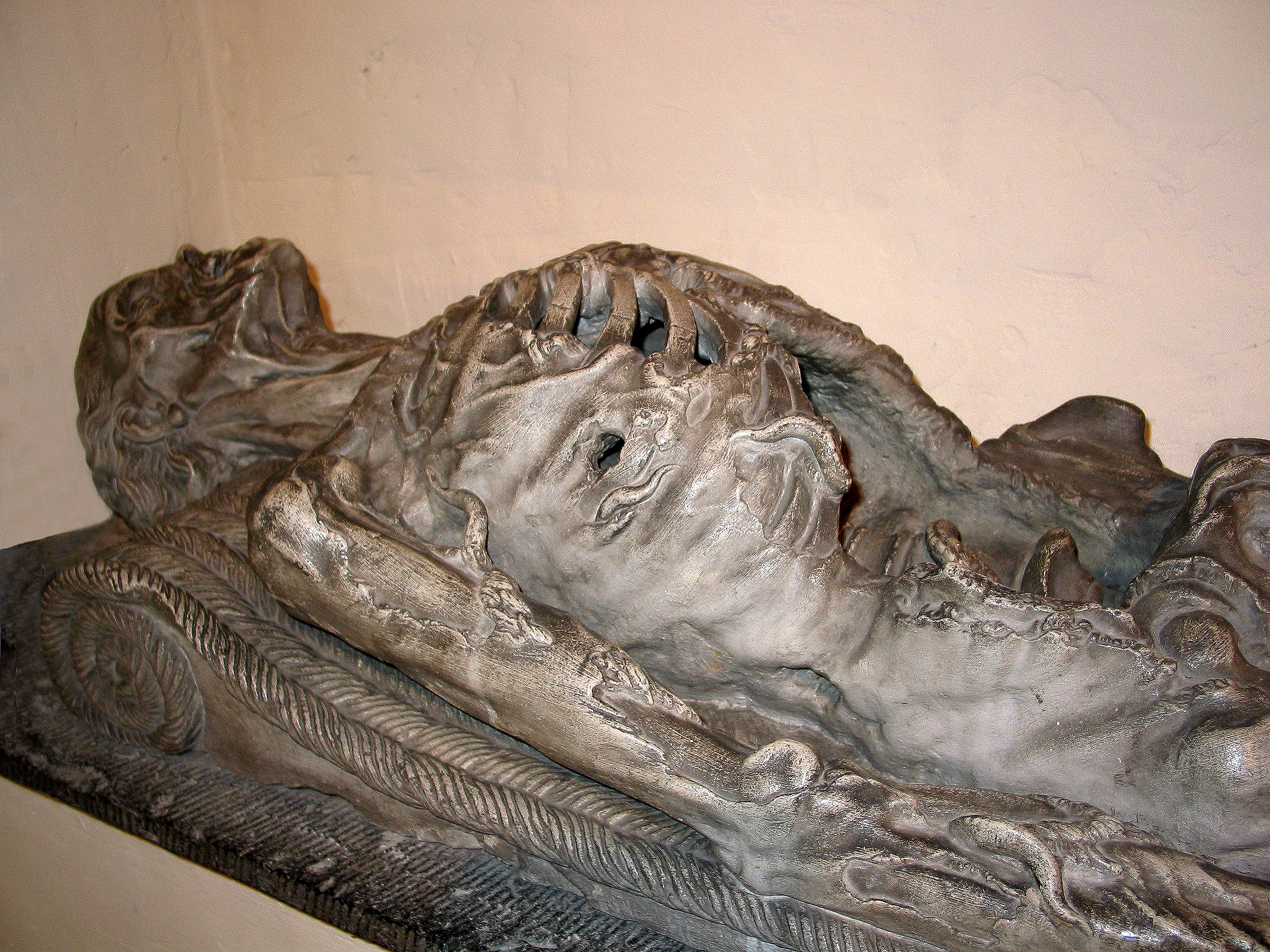
L’Homme à moulons (Der Würmermann),[16] Boussu (Belgien)